# فهرست استان‌های ایران

در زیر فهرست استان‌های ایران به همراه اطلاعاتی شامل جمعیت، مساحت و تولید ناخالص داخلی آن‌ها آورده شده است. 

نقشهٔ استان‌های ایران

## استان‌ها
| ردیف | نام استان           | مرکز     | تأسیس | مساحت   | جمعیت (سال ۱۳۹۵) | تعداد شهرستان | موقعیت در نقشه ایران | مختصات مرکز استان                                                       |
| ---- | ------------------- | -------- | ----- | ------- | ---------------- | ------------- | -------------------- | ----------------------------------------------------------------------- |
| ۱    | آذربایجان شرقی      | تبریز    | ۱۳۱۶  | ۴۵٬۶۵۰  | ۳٬۹۰۹٬۶۵۲        | ۲۱            |                      | ۳۸°۰۳′۰۹″شمالی ۴۶°۱۷′۰۶″شرقی / ۳۸٫۰۵۲۴۶۷۵°شمالی ۴۶٫۲۸۴۹۹۲۷°شرقی         |
| ۲    | آذربایجان غربی      | ارومیه   | ۱۳۱۶  | ۳۷٬۴۱۱  | ۳٬۲۶۵٬۲۱۹        | ۱۹            |                      | ۳۷°۳۱′۴۷″شمالی ۴۵°۰۲′۴۸″شرقی / ۳۷٫۵۲۹۶۰۷۱°شمالی ۴۵٫۰۴۶۵۴۸۷°شرقی         |
| ۳    | اردبیل              | اردبیل   | ۱۳۷۲  | ۱۷٬۸۰۰  | ۱٬۲۷۰٬۴۲۰        | ۱۲            |                      | ۳۸°۱۴′۴۷″شمالی ۴۸°۱۷′۴۲″شرقی / ۳۸٫۲۴۶۴۷۱°شمالی ۴۸٫۲۹۵۰۵۲°شرقی           |
| ۴    | اصفهان              | اصفهان   | ۱۳۱۶  | ۱۰۷٬۰۲۹ | ۵٬۱۲۰٬۸۵۰        | ۲۹            |                      | ۳۲°۳۹′۰۵″شمالی ۵۱°۴۰′۴۵″شرقی / ۳۲٫۶۵۱۳۹°شمالی ۵۱٫۶۷۹۱۹۲°شرقی            |
| ۵    | البرز               | کرج      | ۱۳۸۹  | ۵٬۸۳۳   | ۲٬۷۱۲٬۴۰۰        | ۷             |                      | ۳۵°۴۹′۱۷٫۱۶″ شمالی ۵۰°۵۷′۴۴٫۹۵″ شرقی / ۳۵٫۸۲۱۴۳۳۳°شمالی ۵۰٫۹۶۲۴۸۶۱°شرقی |
| ۶    | ایلام               | ایلام    | ۱۳۵۳  | ۲۰٬۱۳۳  | ۵۸۰٬۱۵۸          | ۱۲            |                      | ۳۳°۳۸′۱۹″شمالی ۴۶°۲۵′۲۲″شرقی / ۳۳٫۶۳۸۵۳۱°شمالی ۴۶٫۴۲۲۶۴۹°شرقی           |
| ۷    | بوشهر               | بوشهر    | ۱۳۵۲  | ۲۲٬۷۴۳  | ۱٬۱۶۳٬۴۰۰        | ۱۰            |                      | ۲۸°۵۵′۱۹″شمالی ۵۰°۴۹′۵۹″شرقی / ۲۸٫۹۲۲۰۴۱°شمالی ۵۰٫۸۳۳۰۹۲°شرقی           |
| ۸    | تهران               | تهران    | ۱۳۵۷  | ۱۲٬۹۸۱  | ۱۳٬۲۶۷٬۶۳۷       | ۱۶            |                      | ۳۵°۴۱′۵۹٫۰۳″ شمالی ۵۱°۲۰′۱۶٫۹۸″ شرقی / ۳۵٫۶۹۹۷۳۰۶°شمالی ۵۱٫۳۳۸۰۵۰۰°شرقی |
| ۹    | چهارمحال و بختیاری  | شهرکرد   | ۱۳۵۲  | ۱۶٬۳۳۲  | ۹۴۷٬۷۶۳          | ۱۲            |                      | ۳۲°۲۱′۲۰″شمالی ۵۰°۴۹′۳۹″شرقی / ۳۲٫۳۵۵۵۹۴۲°شمالی ۵۰٫۸۲۷۴۲۶۷°شرقی         |
| ۱۰   | خراسان جنوبی        | بیرجند   | ۱۳۸۳  | ۱۵۱٬۱۹۳ | ۷۶۸٬۸۹۸          | ۱۱            |                      | ۳۲°۵۰′۴۶″شمالی ۵۹°۱۷′۲۸″شرقی / ۳۲٫۸۴۶۲۱۵۹°شمالی ۵۹٫۲۹۱۱۴۲۲°شرقی         |
| ۱۱   | خراسان رضوی         | مشهد     | ۱۳۱۶  | ۱۱۸٬۸۵۴ | ۶٬۴۳۴٬۵۰۱        | ۳۴            |                      | ۳۶°۱۸′شمالی ۵۹°۳۶′شرقی / ۳۶٫۳°شمالی ۵۹٫۶°شرقی                           |
| ۱۲   | خراسان شمالی        | بجنورد   | ۱۳۸۳  | ۲۸٬۴۳۴  | ۸۶۳٬۰۹۲          | ۱۰            |                      | ۳۷°۲۷′۰۹″شمالی ۵۷°۱۹′۲۵″شرقی / ۳۷٫۴۵۲۴۳۸۳°شمالی ۵۷٫۳۲۳۵۱۷۷°شرقی         |
| ۱۳   | خوزستان             | اهواز    | ۱۳۱۶  | ۶۴٬۰۵۵  | ۵٬۰۰۱٬۳۴۹        | ۲۹            |                      | ۳۱°۳۱′۵۴″شمالی ۴۹°۵۲′۴۹″شرقی / ۳۱٫۵۳۱۷۱۶۲°شمالی ۴۹٫۸۸۰۳۲۸۱°شرقی         |
| ۱۴   | زنجان               | زنجان    | ۱۳۵۲  | ۲۱٬۷۷۳  | ۱٬۰۵۷٬۴۶۱        | ۸             |                      | ۳۶°۴۰′۱۵″شمالی ۴۸°۲۹′۰۶″شرقی / ۳۶٫۶۷۰۹۴°شمالی ۴۸٫۴۸۵۱۱۱°شرقی            |
| ۱۵   | سمنان               | سمنان    | ۱۳۵۵  | ۹۷٬۴۹۱  | ۷۰۲٬۳۶۰          | ۸             |                      | ۳۵°۳۴′۲۰″شمالی ۵۳°۲۳′۴۶″شرقی / ۳۵٫۵۷۲۲۶۹°شمالی ۵۳٫۳۹۶۰۴۹°شرقی           |
| ۱۶   | سیستان و بلوچستان   | زاهدان   | ۱۳۳۶  | ۱۸۰٬۷۲۶ | ۲٬۷۷۵٬۰۱۴        | ۲۶            |                      | ۲۹°۲۷′۱۶″شمالی ۶۰°۵۱′۱۳″شرقی / ۲۹٫۴۵۴۵۷۸۶°شمالی ۶۰٫۸۵۳۶۴۷°شرقی          |
| ۱۷   | فارس                | شیراز    | ۱۳۱۶  | ۱۲۲٬۶۰۸ | ۴٬۸۵۱٬۲۷۴        | ۳۷            |                      | ۲۹°۳۸′۵۹″شمالی ۵۲°۳۰′۳۲″شرقی / ۲۹٫۶۴۹۶۸۸۴°شمالی ۵۲٫۵۰۸۸۶۹۶°شرقی         |
| ۱۸   | قزوین               | قزوین    | ۱۳۷۶  | ۱۵٬۵۶۷  | ۱٬۸۷۳٬۷۶۱        | ۶             |                      | ۳۶°۱۶′۰۱″شمالی ۵۰°۰۰′۱۴″شرقی / ۳۶٫۲۶۶۸۱۹°شمالی ۵۰٫۰۰۳۸۱۱°شرقی           |
| ۱۹   | قم                  | قم       | ۱۳۷۵  | ۱۱٬۵۲۶  | ۱٬۲۹۲٬۲۸۳        | ۳             |                      | ۳۴°۳۸′۳۷″شمالی ۵۰°۵۳′۲۶″شرقی / ۳۴٫۶۴۳۷۱۱°شمالی ۵۰٫۸۹۰۶۴°شرقی            |
| ۲۰   | کردستان             | سنندج    | ۱۳۳۷  | ۲۹٬۱۳۷  | ۱٬۶۰۳٬۰۱۱        | ۱۰            |                      | ۳۵°۱۸′۱۱″شمالی ۴۷°۰۰′۰۹″شرقی / ۳۵٫۳۰۲۹۴۲۲°شمالی ۴۷٫۰۰۲۶۳۱۲°شرقی         |
| ۲۱   | کرمان               | کرمان    | ۱۳۱۶  | ۱۸۱٬۷۸۵ | ۳٬۱۶۴٬۷۱۸        | ۲۵            |                      | ۳۰°۱۶′۴۹″شمالی ۵۷°۰۴′۰۱″شرقی / ۳۰٫۲۸۰۲۷°شمالی ۵۷٫۰۶۷۰۲°شرقی             |
| ۲۲   | کرمانشاه            | کرمانشاه | ۱۳۱۶  | ۲۴٬۹۹۸  | ۱٬۹۵۲٬۴۳۴        | ۱۴            |                      | ۳۴°۲۰′۴۷″شمالی ۴۶°۲۵′۱۴″شرقی / ۳۴٫۳۴۶۴۸۱°شمالی ۴۶٫۴۲۰۵۵۹°شرقی           |
| ۲۳   | کهگیلویه و بویراحمد | یاسوج    | ۱۳۵۵  | ۱۵٬۵۰۴  | ۷۱۳٬۰۵۲          | ۹             |                      | ۳۰°۳۹′۲۵٫۴۷″ شمالی ۵۱°۳۶′۱٫۰۶″ شرقی / ۳۰٫۶۵۷۰۷۵۰°شمالی ۵۱٫۶۰۰۲۹۴۴°شرقی  |
| ۲۴   | گلستان              | گرگان    | ۱۳۷۶  | ۲۰٬۳۶۷  | ۱٬۸۶۸٬۸۱۹        | ۱۴            |                      | ۳۶°۵۱′۴۸″شمالی ۵۴°۲۶′۵۵″شرقی / ۳۶٫۸۶۳۳۹۱۴°شمالی ۵۴٫۴۴۸۵۷۸۲°شرقی         |
| ۲۵   | گیلان               | رشت      | ۱۳۱۶  | ۱۴٬۰۴۲  | ۲٬۵۳۰٬۶۹۶        | ۱۷            |                      | ۳۷°۱۳′۲۴″شمالی ۴۹°۳۸′۰۸″شرقی / ۳۷٫۲۲۳۴۳۱°شمالی ۴۹٫۶۳۵۵۰۹۱°شرقی          |
| ۲۶   | لرستان              | خرم‌آباد  | ۱۳۵۲  | ۲۸٬۲۹۴  | ۱٬۷۶۰٬۶۴۹        | ۱۱            |                      | ۳۳°۲۸′۰۰″شمالی ۴۸°۲۱′۰۰″شرقی / ۳۳٫۴۶۶۶۶۶۷°شمالی ۴۸٫۳۵°شرقی              |
| ۲۷   | مازندران            | ساری     | ۱۳۱۶  | ۲۳٬۸۴۲  | ۳٬۲۸۳٬۵۸۲        | ۲۲            |                      | ۳۶°۳۳′۵۷″شمالی ۵۳°۰۳′۳۵″شرقی / ۳۶٫۵۶۵۸۳۳۳°شمالی ۵۳٫۰۵۹۷۲۲۲°شرقی         |
| ۲۸   | مرکزی               | اراک     | ۱۳۲۶  | ۲۹٬۱۲۷  | ۱٬۴۲۹٬۴۷۵        | ۱۲            |                      | ۳۴°۰۴′۴۸″شمالی ۴۹°۴۰′۳۸″شرقی / ۳۴٫۰۸۰۰۱۱۲°شمالی ۴۹٫۶۷۷۲۳۳۴°شرقی         |
| ۲۹   | هرمزگان             | بندرعباس | ۱۳۴۶  | ۷۰٬۶۹۷  | ۱٬۷۷۶٬۴۱۵        | ۱۳            |                      | ۲۷°۱۱′۰۰″شمالی ۵۶°۱۶′۰۰″شرقی / ۲۷٫۱۸۳۳۳۳۳°شمالی ۵۶٫۲۶۶۶۶۶۷°شرقی         |
| ۳۰   | همدان               | همدان    | ۱۳۵۲  | ۱۹٬۳۶۸  | ۱٬۷۳۸٬۲۳۴        | ۱۰            |                      | ۳۴°۴۸′۲۳″شمالی ۴۸°۳۰′۵۸″شرقی / ۳۴٫۸۰۶۵°شمالی ۴۸٫۵۱۶۲۴۷۲°شرقی            |
| ۳۱   | یزد                 | یزد      | ۱۳۵۲  | ۷۳٬۴۷۷  | ۱٬۱۳۸٬۵۳۳        | ۱۲            |                      | ۳۱°۵۳′۴۸″شمالی ۵۴°۲۱′۳۸″شرقی / ۳۱٫۸۹۶۶۱°شمالی ۵۴٫۳۶۰۶۸°شرقی             |

## جمعیت

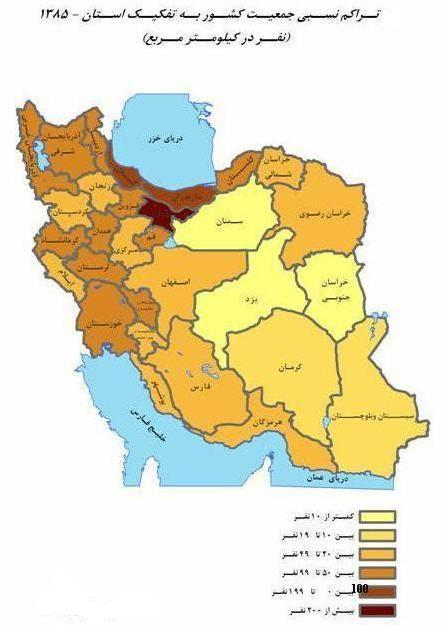
نقش تراکم جمعیتی استان‌های ایران (سال ۱۳۸۵)

جمعیت استان‌های ایران بر پایهٔ سرشماری سال‌های ۱۳۸۵‏، ۱۳۹۰ و۱۳۹۵(به‌ترتیب جمعیت سال ۱۳۹۵):
از لحاظ وضعیت تراکم جمعیت استانهای کشور، استان تهران پرتراکم‌ترین و استان خراسان جنوبی کم‌تراکم‌ترین استانهای کشور هستند.
براساس گزارش آفتاب نیوز در ۲۳ شهریور ۱۳۹۳ اعلام شد سیستان و بلوچستان جوان‌ترین و گیلان پیرترین استان شده‌اند.
| ردیف | نام استان           | جمعیت سال ۱۳۸۵ | جمعیت سال ۱۳۹۰ | جمعیت سال ۱۳۹۵ | تفاوت   |
| ---- | ------------------- | -------------- | -------------- | -------------- | ------- |
| ۱    | تهران               | ۱۱٬۲۲۸٬۶۲۵     | ۱۲٬۱۸۳٬۳۹۱     | ۱۳٬۲۶۷٬۶۳۷     | +۸٫۹۰٪  |
| ۲    | خراسان رضوی         | ۵٬۵۱۵٬۹۸۰      | ۵٬۹۹۴٬۴۰۲      | ۶٬۴۳۴٬۵۰۱      | +۷٫۳۴٪  |
| ۳    | اصفهان              | ۴٬۳۹۹٬۳۲۷      | ۴٬۸۷۹٬۳۱۲      | ۵٬۱۲۰٬۸۵۰      | +۴٫۹۵٪  |
| ۴    | فارس                | ۴٬۲۲۰٬۷۲۱      | ۴٬۵۹۶٬۶۵۸      | ۴٬۸۵۱٬۲۷۴      | +۵٫۵۴٪  |
| ۵    | خوزستان             | ۴٬۱۹۲٬۵۹۸      | ۴٬۵۳۱٬۷۲۰      | ۴٬۷۱۰٬۵۰۹      | +۳٫۹۵٪  |
| ۶    | آذربایجان شرقی      | ۳٬۵۲۷٬۲۶۷      | ۳٬۷۲۴٬۶۲۰      | ۳٬۹۰۹٬۶۵۲      | +۴٫۹۷٪  |
| ۷    | مازندران            | ۲٬۸۹۳٬۰۸۷      | ۳٬۰۷۳٬۹۴۳      | ۳٬۲۸۳٬۵۸۲      | +۶٫۸۲٪  |
| ۸    | آذربایجان غربی      | ۲٬۸۳۱٬۷۷۹      | ۳٬۰۸۰٬۵۷۶      | ۳٬۲۶۵٬۲۱۹      | +۵٫۹۹٪  |
| ۹    | کرمان               | ۲٬۵۸۴٬۸۳۴      | ۲٬۹۳۸٬۹۸۸      | ۳٬۱۶۴٬۷۱۸      | +۷٫۶۸٪  |
| ۱۰   | سیستان و بلوچستان   | ۲٬۳۴۹٬۰۴۹      | ۲٬۵۳۴٬۳۲۷      | ۲٬۷۷۵٬۰۱۴      | +۹٫۵۰٪  |
| ۱۱   | البرز               | ۲٬۰۵۳٬۲۳۳      | ۲٬۴۱۲٬۵۱۳      | ۲٬۷۱۲٬۴۰۰      | +۱۲٫۴۳٪ |
| ۱۲   | گیلان               | ۲٬۳۸۱٬۰۶۳      | ۲٬۴۸۰٬۸۷۴      | ۲٬۵۳۰٬۶۹۶      | +۲٫۰۱٪  |
| ۱۳   | کرمانشاه            | ۱٬۸۴۲٬۴۵۷      | ۱٬۹۴۵٬۲۲۷      | ۱٬۹۵۲٬۴۳۴      | +۰٫۳۷٪  |
| ۱۴   | گلستان              | ۱٬۵۹۳٬۰۵۵      | ۱٬۷۷۷٬۰۱۴      | ۱٬۸۶۸٬۶۱۹      | +۵٫۱۵٪  |
| ۱۵   | هرمزگان             | ۱٬۳۶۵٬۳۷۷      | ۱٬۵۷۸٬۱۸۳      | ۱٬۷۷۶٬۴۱۵      | +۱۲٫۵۶٪ |
| ۱۶   | لرستان              | ۱٬۶۸۹٬۶۵۰      | ۱٬۷۵۴٬۲۴۳      | ۱٬۷۶۰٬۶۴۹      | +۰٫۳۷٪  |
| ۱۷   | همدان               | ۱٬۶۷۴٬۵۹۵      | ۱٬۷۳۸٬۲۱۴      | ۱٬۷۵۸٬۲۶۸      | +۱٫۱۵٪  |
| ۱۸   | کردستان             | ۱٬۴۱۶٬۳۳۴      | ۱٬۴۹۳٬۶۴۵      | ۱٬۶۰۳٬۰۱۱      | +۷٫۳۲٪  |
| ۱۹   | مرکزی               | ۱٬۳۲۶٬۸۲۶      | ۱٬۴۱۳٬۹۵۹      | ۱٬۴۲۹٬۴۷۵      | +۱٫۱۰٪  |
| ۲۰   | قم                  | ۱٬۰۳۶٬۷۱۴      | ۱٬۱۵۱٬۶۷۲      | ۱٬۲۹۲٬۲۸۳      | +۱۲٫۲۱٪ |
| ۲۱   | قزوین               | ۱٬۱۲۷٬۷۳۴      | ۱٬۲۰۱٬۵۶۵      | ۱٬۲۷۳٬۷۶۱      | +۶٫۰۱٪  |
| ۲۲   | اردبیل              | ۱٬۲۰۹٬۹۶۸      | ۱٬۲۴۸٬۴۸۸      | ۱٬۲۷۰٬۴۲۰      | +۱٫۷۶٪  |
| ۲۳   | بوشهر               | ۸۶۶٬۴۹۰        | ۱٬۰۳۲٬۹۴۹      | ۱٬۱۶۳٬۴۰۰      | +۱۲٫۶۳٪ |
| ۲۴   | یزد                 | ۹۵۸٬۳۲۳        | ۱٬۰۷۴٬۴۲۸      | ۱٬۱۳۸٬۵۳۳      | +۵٫۹۷٪  |
| ۲۵   | زنجان               | ۹۴۲٬۸۱۸        | ۱٬۰۱۵٬۷۳۴      | ۱٬۰۵۷٬۴۶۱      | +۴٫۱۱٪  |
| ۲۶   | چهارمحال و بختیاری  | ۸۴۳٬۷۸۴        | ۸۹۵٬۲۶۳        | ۹۴۷٬۷۶۳        | +۵٫۸۶٪  |
| ۲۷   | خراسان شمالی        | ۷۹۱٬۹۳۰        | ۸۶۷٬۷۲۷        | ۸۶۳٬۰۹۲        | −۰٫۵۳٪  |
| ۲۸   | خراسان جنوبی        | ۶۰۰٬۵۶۸        | ۶۶۲٬۵۳۴        | ۷۶۸٬۸۹۸        | +۱۶٫۰۵٪ |
| ۲۹   | کهگیلویه و بویراحمد | ۶۲۱٬۴۲۸        | ۶۵۸٬۶۲۹        | ۷۱۳٬۰۵۲        | +۸٫۲۶٪  |
| ۳۰   | سمنان               | ۵۷۰٬۸۳۵        | ۶۳۱٬۲۱۸        | ۷۰۲٬۳۶۰        | +۱۱٫۲۷٪ |
| ۳۱   | ایلام               | ۵۶۰٬۴۶۴        | ۵۵۷٬۵۹۹        | ۵۸۰٬۱۵۸        | +۴٫۰۵٪  |

## مساحت
براساس تقسیمات کشوری در ایران درحال حاضر این کشور ۳۱ استان دارد که بزرگ‌ترینشان استان کرمان و کوچک‌ترینشان استان البرز هستند.
از ۳۱ استان ایران ۶ استان بیش از ۱۰۰٬۰۰۰ کیلومتر مربع مساحت دارند، ۲۴ استان ایران بین ۱۰٬۰۰۰ تا ۹۹٬۹۹۹ کیلومتر مربع مساحت دارند و یک استان ایران نیز بین ۱٬۰۰۰ تا ۹٬۹۹۹ کیلومتر مربع مساحت دارد.

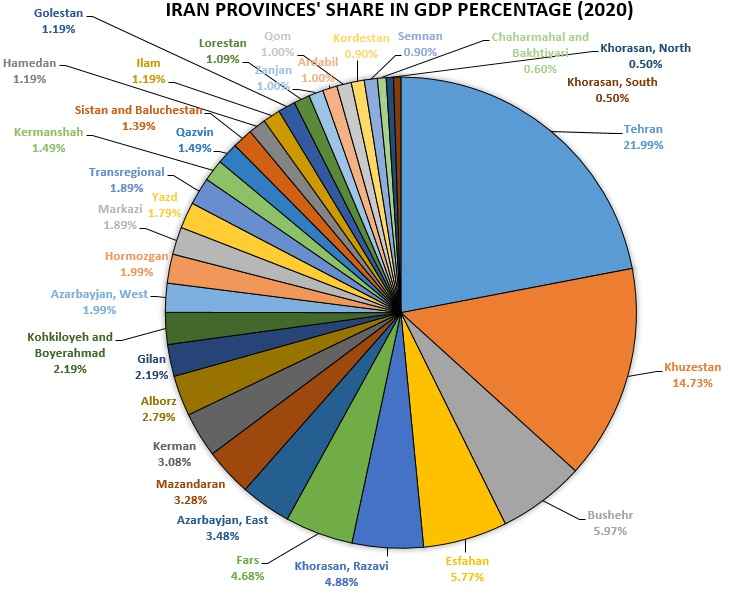
سهم استان‌های ایران از GDP

| ردیف | نام استان           | مساحت   | ٪ از مساحت کل | موقعیت در ایران |
| ---- | ------------------- | ------- | ------------- | --------------- |
| ۱    | کرمان               | ۱۸۳٬۲۸۵ | ۱۱٬۱۲۰۳       |                 |
| ۲    | سیستان و بلوچستان   | ۱۸۰۷۲۶  | ۱۰۹۶۰۵        |                 |
| ۳    | خراسان جنوبی        | ۱۵۱٬۱۹۳ | ۹٬۱۷۳۲        |                 |
| ۴    | فارس                | ۱۲۲٬۶۰۸ | ۷٬۴۳۸۹        |                 |
| ۵    | خراسان رضوی         | ۱۱۸٬۰۱۸ | ۷٬۱۶۰۴        |                 |
| ۶    | اصفهان              | ۱۰۷٬۰۱۸ | ۶٬۴۹۳۰        |                 |
| ۷    | سمنان               | ۹۷٬۴۹۱  | ۵٬۹۱۵۰        |                 |
| ۸    | یزد                 | ۷۳٬۴۷۷  | ۴٬۴۵۸۰        |                 |
| ۹    | هرمزگان             | ۷۰٬۶۹۷  | ۴٬۲۸۹۳        |                 |
| ۱۰   | خوزستان             | ۶۴٬۰۵۵  | ۳٬۸۸۶۳        |                 |
| ۱۱   | آذربایجان شرقی      | ۴۵٬۶۵۰  | ۲٬۷۶۹۷        |                 |
| ۱۲   | آذربایجان غربی      | ۳۷٬۴۱۱  | ۲٬۲۶۹۸        |                 |
| ۱۳   | کردستان             | ۲۹٬۱۳۷  | ۱٬۷۶۷۷        |                 |
| ۱۴   | مرکزی               | ۲۹٬۱۲۷  | ۱٬۷۶۷۲        |                 |
| ۱۵   | خراسان شمالی        | ۲۸٬۴۳۴  | ۱٬۷۲۵۱        |                 |
| ۱۶   | لرستان              | ۲۸٬۲۹۴  | ۱٬۷۶۶۶        |                 |
| ۱۷   | کرمانشاه            | ۲۴٬۹۹۸  | ۱٬۵۱۶۶        |                 |
| ۱۸   | مازندران            | ۲۳٬۷۵۶  | ۱٬۴۴۱۳        |                 |
| ۱۹   | بوشهر               | ۲۲٬۷۱۳  | ۱٬۴۰۷۴        |                 |
| ۲۰   | زنجان               | ۲۱٬۷۷۳  | ۱٬۱۶۲۷        |                 |
| ۲۱   | گلستان              | ۲۰٬۳۶۳  | ۱٬۲۲۰۵        |                 |
| ۲۲   | ایلام               | ۲۰٬۱۱۳  | ۱٬۲۱۹۶        |                 |
| ۲۳   | همدان               | ۱۹۳۶۸   | ۱٬۲۲۳۹        |                 |
| ۲۴   | اردبیل              | ۱۷٬۸۰۰  | ۱٬۰۷۹۹        |                 |
| ۲۵   | چهارمحال و بختیاری  | ۱۶٬۳۲۸  | ۰٬۹۹۰۶        |                 |
| ۲۶   | قزوین               | ۱۵٬۵۶۷  | ۰٬۹۴۴۴        |                 |
| ۲۷   | کهگیلویه و بویراحمد | ۱۵٬۵۰۴  | ۰٬۹۴۰۶        |                 |
| ۲۸   | گیلان               | ۱۴٬۰۴۲  | ۰٬۸۵۱۹        |                 |
| ۲۹   | تهران               | ۱۲٬۹۸۱  | ۰٬۷۸۷۵        |                 |
| ۳۰   | قم                  | ۱۱٬۲۴۰  | ۰٬۶۸۱۹        |                 |
| ۳۱   | البرز               | ۵٬۸۳۳   | ۰٬۳۵۳۹        |                 |

## تولید ناخالص داخلی

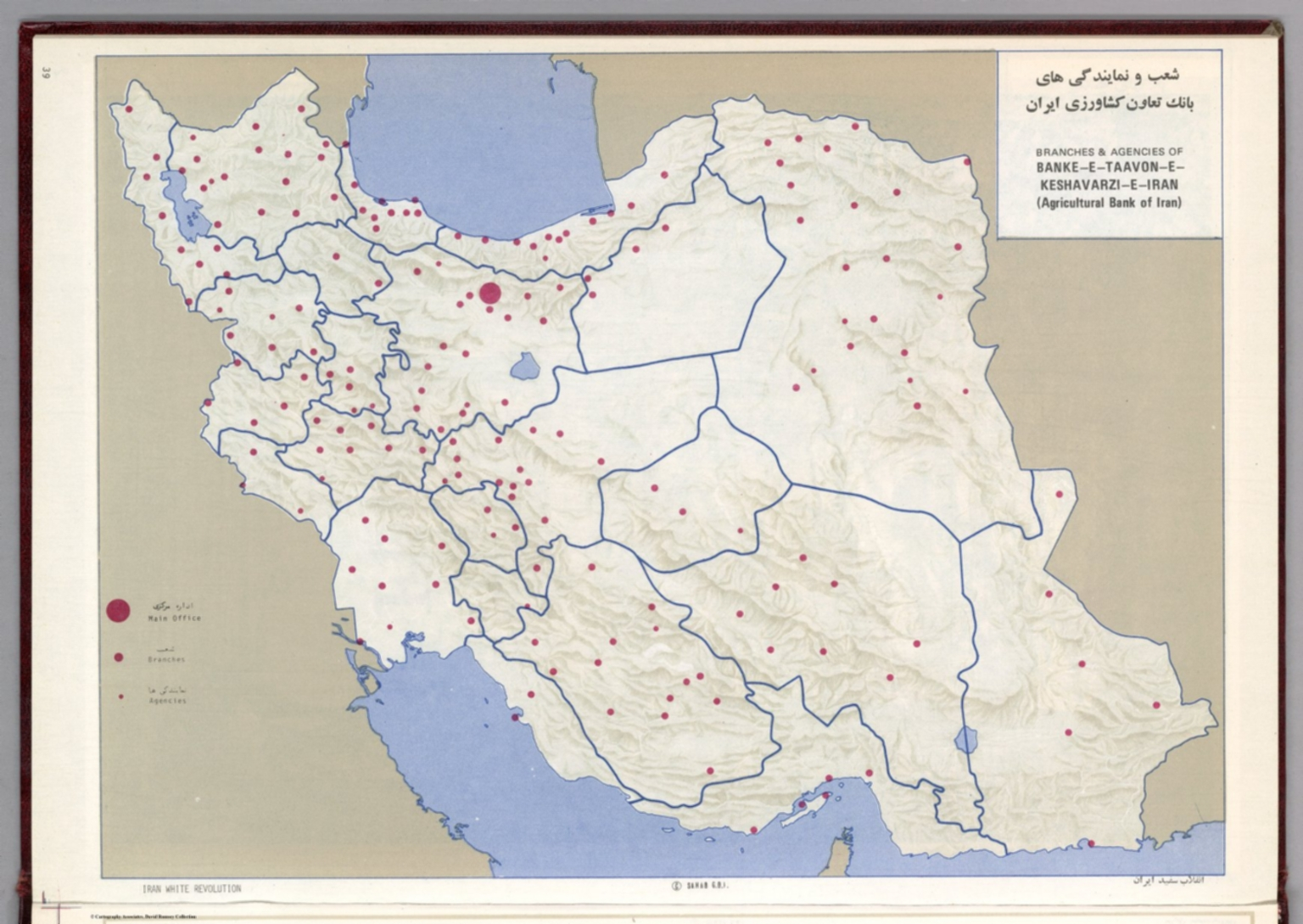
۲۴ استان ایران در نقشه سال ۱۳۵۱ خورشیدی

شاخص تولید ناخالص داخلی نشان دهنده قدرت تولید و قدرت زایندگی یک اقتصاد است از جمع ارزش کالاها و خدمات نهایی تولید شده در داخل یک اقتصاد در یک بازه زمانی مشخص (یک سال) به دست می‌آید. هر چه تولید ناخالص داخلی بیشتر باشد به نوعی می‌توان گفت که آن اقتصاد بزرگتر و قوی تر است.
فهرست زیر نشان دهندهٔ درصد تولید ناخالص داخلی استان‌های ایران بر اساس اطلاعات مرکز آمار ایران در سال ۱۳۹۹ خورشیدی است.
| ردیف | نام استان           | درصد از تولید ناخالص داخلی کل کشور |
| ---- | ------------------- | ---------------------------------- |
| ۱    | تهران               | ۲۲٫۱                               |
| ۲    | خوزستان             | ۱۴٫۸                               |
| ۳    | بوشهر               | ۶                                  |
| ۴    | اصفهان              | ۵٫۸                                |
| ۵    | خراسان رضوی         | ۴٫۹                                |
| ۶    | فارس                | ۴٫۷                                |
| ۷    | آذربایجان شرقی      | ۳٫۵                                |
| ۸    | مازندران            | ۳٫۳                                |
| ۹    | کرمان               | ۳٫۱                                |
| ۱۰   | البرز               | ۲٫۸                                |
| ۱۱   | گیلان               | ۲٫۲                                |
| ۱۲   | کهگیلویه و بویراحمد | ۲٫۲                                |
| ۱۳   | آذربایجان غربی      | ۲                                  |
| ۱۴   | هرمزگان             | ۲                                  |
| ۱۵   | مرکزی               | ۱٫۹                                |
| ۱۶   | یزد                 | ۱٫۸                                |
| ۱۷   | فرامنطقه ای         | ۱٫۶                                |
| ۱۸   | کرمانشاه            | ۱٫۵                                |
| ۱۹   | قزوین               | ۱٫۵                                |
| ۲۰   | سیستان و بلوچستان   | ۱٫۴                                |
| ۲۱   | همدان               | ۱٫۲                                |
| ۲۲   | ایلام               | ۱٫۲                                |
| ۲۳   | گلستان              | ۱٫۲                                |
| ۲۴   | لرستان              | ۱٫۱                                |
| ۲۵   | زنجان               | ۱                                  |
| ۲۶   | اردبیل              | ۱                                  |
| ۲۷   | قم                  | ۱                                  |
| ۲۸   | کردستان             | ۰٫۹                                |
| ۲۹   | سمنان               | ۰٫۹                                |
| ۳۰   | چهارمحال و بختیاری  | ۰٫۶                                |
| ۳۱   | خراسان شمالی        | ۰٫۵                                |
| ۳۲   | خراسان جنوبی        | ۰٫۵                                |